# Championnat de France de rugby à XV 1898-1899
Navigation
1897-1898 1899-1900
La huitième édition du championnat de France de football-rugby de première série de l'USFSA eût lieu lors de la saison 1898-1899. 
Il est remporté par le Stade bordelais vainquant le Stade français en finale.
Il s'agit de la première édition du Championnat avec des clubs de provinces et pour la première fois, également, qu'il s'agit d'un champion de province.

## Organisation et participants
L'USFSA permet aux clubs de provinces de participer au Championnat de France. Pour cette édition, les clubs parisiens continuent de s'affronter dans une poule nommée « Poule de Paris » et son leader se qualifie pour la finale. Il s'agit des mêmes clubs que l'année précédente :
- Stade français (champion 1898)
- Cosmopolitan club d'Argenteuil
- Ligue athlétique
- Olympique
- Racing club de France
- Union athlétique du Ier arrondissement

Concernant les clubs de provinces, malgré le manque de sources, on comprend que les champions des comités de l'USFSA devront s'affronter dans des matchs interrégionaux afin d'obtenir une place en finale.
Il est mention d'Orléans mais il s'agit bien des trois champions suivants :
- Champion du Sud : Stade olympien des étudiants toulousains
- Champion du Sud-Est : Football club de Lyon
- Champion du Sud-Ouest : Stade bordelais

L'USFSA est beaucoup critiquée car de nombreux clubs sont désirants de concourir dans ce championnat mais son organisation est décriée.
On note un match entre l'Iris-Club lillois et le Havre AC au vélodrome du Parc des Princes le 19 février 1899 devant compter pour le Championnat.
En effet, le match était prévu, à une heure et demi, avant un match de hockey mais quand les deux clubs sont sur la pelouse, il n'y avait aucune balle pour jouer la partie. Ainsi, avec le retard, qu'une mi-temps n'a pu qu'être disputé.

## Poule de Paris
La poule des clubs parisiens est aussi appelée « Championnat de France ». Le Stade français, champion en titre, se qualifie pour la finale.

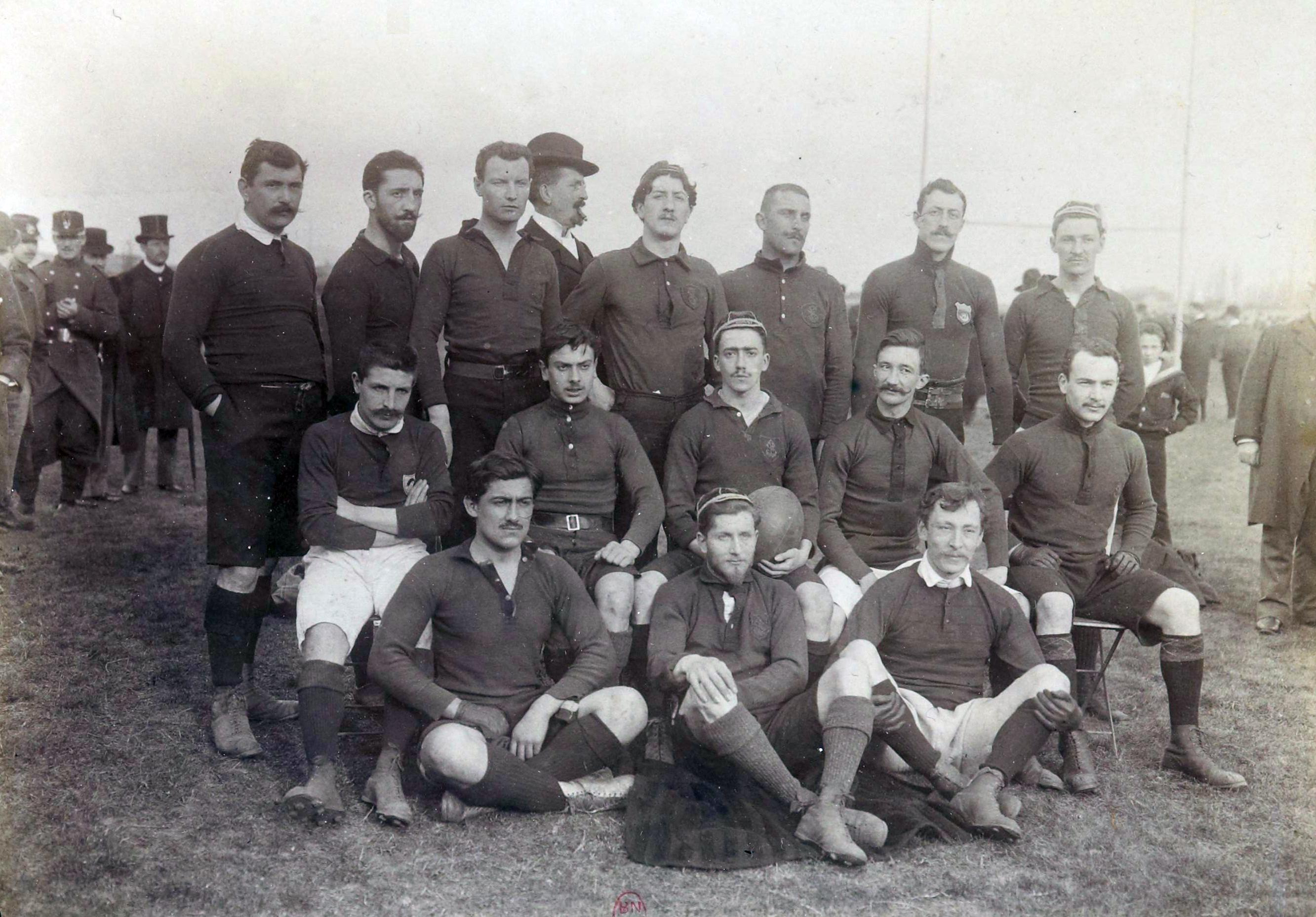
Le Stade français en 1899.

| no | Club                                   | Pts | J | V | N | D | Pp. | Pc. |
| -- | -------------------------------------- | --- | - | - | - | - | --- | --- |
| 1  | Stade français T                       | 10  | 5 | 5 | 0 | 0 | 84  | 15  |
| 2  | Racing CF                              | 8   | 5 | 4 | 0 | 1 | 75  | 15  |
| 3  | Olympique                              | 6   | 5 | 3 | 0 | 2 | 49  | 16  |
| -  | Cosmopolitan Club                      | 6   | 5 | 3 | 0 | 2 | 27  | 62  |
| 5  | Union athlétique du Ier arrondissement | 2   | 5 | 1 | 0 | 4 | 16  | 76  |
| 6  | Ligue athlétique                       | 0   | 5 | 0 | 0 | 5 | 10  | 67  |

### Matchs
| Date             | Club (domicile)   | Score   | Club (extérieur)  | Lieu                                      |
| ---------------- | ----------------- | ------- | ----------------- | ----------------------------------------- |
| 15 janvier 1899  | Stade français    | 19 - 3  | UA du Ier         | Terrain de Bécon-les-Bruyères, Courbevoie |
| 22 janvier 1899  | Racing CF         | 23 - 0  | UA du Ier         | Vélodrome du Parc des Princes, Paris      |
| 22 janvier 1899  | Cosmopolitan club | 11 - 0  | Ligue athlétique  | ?, Argenteuil                             |
| 29 janvier 1899  | Olympique         | 15 - 0  | UA du Ier         | Terrain de Bezons, La Garenne-Colombes    |
| 12 février 1899  | UA du Ier         | 6 - 0   | Ligue athlétique  | ?                                         |
| 19 février 1899  | Stade français    | 22 - 0  | Cosmopolitan club | Terrain de Bécon-les-Bruyères, Courbevoie |
| 26 février 1899, | Racing CF         | 35 - 5  | Cosmopolitan club | Vélodrome du Parc des Princes, Paris      |
| 26 février 1899, | Ligue athlétique  | 0 - 30  | Olympique         | ?                                         |
| 5 mars 1899      | Racing CF         | 14 - 5  | Ligue athlétique  | Vélodrome du Parc des Princes, Paris      |
| 5 mars 1899      | Stade français    | 16 - 4  | Olympique         | Terrain de Bécon-les-Bruyères, Courbevoie |
| 12 mars 1899     | Stade français    | 5 - 3   | Racing CF         | Terrain de Bécon-les-Bruyères, Courbevoie |
| 12 mars 1899     | Olympique         | ?       | Cosmopolitan club | ?                                         |
| 19 mars 1899     | Cosmopolitan club | 11 - 0  | UA du Ier         | Terrain de Bezons, La Garenne-Colombes    |
| 19 mars 1899     | Stade français    | 14 - 5  | Ligue athlétique  | Terrain de Bécon-les-Bruyères, Courbevoie |
| 26 mars 1899     | Racing CF         | Forfait | Olympique         | Vélodrome du Parc des Princes, Paris      |

Impossible de vérifier le résultat de la rencontre Olympique-Cosmopolitan. Cependant, on note qu'entre les scores donnés et le classement il y a des différences dans les points pour et contre. On suppute que ce match fut donné vainqueur à chacun car si on suit le classement, il manque une victoire pour les deux.

## Matchs interrégionaux
Pour cette première pour les clubs de province dans le championnat de France, voici les matchs interrégionaux :
| Date         | Club (domicile)     | Score | Club (extérieur) | Lieu                                        |
| ------------ | ------------------- | ----- | ---------------- | ------------------------------------------- |
| 19 mars 1899 | Stade OE toulousain | 0 - 3 | Stade bordelais  | Terrain de la prairie des Filtres, Toulouse |

| Date         | Club (domicile) | Score   | Club (extérieur) | Lieu                                      |
| ------------ | --------------- | ------- | ---------------- | ----------------------------------------- |
| 2 avril 1899 | Stade bordelais | Forfait | FC de Lyon       | Terrain de Bécon-les-Bruyères, Courbevoie |

Le match prévu pour le dimanche de Pâques ne s'est pas déroulé car Lyon a déclaré forfait pour, si on en croit les lignes de Tous les sports de l'USFSA : « Motif : refus de jouer opposé par les joueurs anglais à la suite d’un malentendu récent ».
Ainsi est qualifié le Stade bordelais qui jouera sa finale chez elle, après autorisation de l'USFSA à la fin du mois.

## Finale
| Équipes         | Stade bordelais - Stade français |
| Score           | 5-3 |
| Date            | Dimanche 30 avril 1899 |
| Stade           | Terrain de la route du Médoc, Le Bouscat 3 000 spectateurs |
| Arbitre         | Paul Cartault |
| Les équipes     | |
| Stade bordelais | Louis Soulé, Pascal Laporte, Campbell Cartwright, Jean Guirault, Charles Robert, Arthur Harding, Paul Lauga, La Jebonne, Georges Marx, Henri Houssemont, Carlos Deltour, Roger Saint-Bonnet, Pierre Terrigi, Charles Veuillet, Marc Giacardy       |
| Stade français  | Da Silva de Paranhos, Constantin Henriquez, Maurice Moulu, Auguste Giroux, Robert de Brune, Henri Amand, G.Dubois, Louis Dedet, Marie Raymond Bellencourt, Edmond Mamelle, Robert Blanchard, Félix Herbert, Julien Combe, A. Heinard, J.A. Bernard |
| Points marqués  | |
| Stade bordelais | 1 essai et 1 transformation |
| Stade français  | 1 essai |